# Franačko-avarski ratovi
Nakon konačnog osvajanja Bavarske (788.) franačka država je došla u izravan dodir s Avarima, dotadašnjim bavarskim saveznicima.
Nakon što su po prvi put u sukob s Avarima bili Franci ušli kao bavarskim saveznicima tijekom rata za zauzimanje Bavarske (787.-788),  sukobe s Avarima Franci započinju 791. godine: sin Karla Velikog Pipin na čelu franačke vojske prodire u Podunavlje, zauzima neke avarske logore (ringove) i vraća se natrag. Biograf Karla Velikoga Einhard, piše o ratu s Avarima, da je to: "…osim saskog najvažniji od svih ratova koje je Karlo vodio. Riječ je o ratu koji je poduzet protiv Avara ili Huna. Njemu je on pristupio s više žestine nego ostalim ratovima i s daleko većim snagama. Osobno je ipak predvodio samo jedan pohod u Panoniju – u toj su naime provinciji tada obitavali Huni – a ostalo što je trebalo prepustio je svomu sinu Pipinu i prefektima provincija te grofovima i legatima. Iako su ga oni vrlo odlučno vodili, rat je okončan u osmoj godini. Koliko je bitaka u njemu bilo, koliko je krvi proliveno, svjedoči Panonija, prazna, bez stanovnika i mjesto gdje je bio kaganov dvor, tako pusto da se na njemu ne vidi ni trag ljudskoga boravišta. U tome je ratu izgubljeno sve hunsko plemstvo i propala sva slava. Razgrabljen je sav novac i tijekom duga vremena zgrnuto blago. Dokle može ljudsko pamćenje doseći, nije bilo ni jednoga rata protiv Franaka u kojemu su se oni više obogatili, a njihov se imetak sve više povećavao. Jer, iako su se sve do toga vremena činili gotovo siromasima, u kraljevskome dvoru našli su toliko zlata i srebra, a u bitkama odnijeli toliko dragocjena plijena da bi se s pravom moglo reći da su Franci pravedno oteli Hunima ono što su Huni prije drugim narodima nepravedno oteli."
Avari su nakon ratova s Francima ostali slobodno pleme ili narod oko Savarije (Szombathely na zapadu Mađarske), te se bilježi da je 821. i 822. avarsko izaslanstvo stiglo  na dvor Karlovu sinu Ludoviku Pobožnom (814.-840.). 828. ih se spominje kod Franaka kao "podanike kraljevstva". Bugari preuzimaju istočne avarske zemlje, te mnogi njihovi plaćenici prelaze bugarskom kanu Krumu (803.-814.) - svjedočeći mu o rasulu avarskog društva. Poslije toga njihovog spomena u povijesti više nema.
Markgrof Erich Furlanski, iskoristivši neslogu Avara, 795. godine kreće u borbu protiv Avara u savezu s hrvatskim knezom Vojnomirom i zauzima glavni avarski ring između rijeka Tise i Dunava. Međutim tek 796. godine Pipin ponovno upada u avarski teritorij, ruši glavni avarski ring i učvršćuje franačku vlast nad Avarima, koji poslije toga i nestaju.
1. ↑  "Avari: osvrt na njihovu etnogenezu i povijest", Emil Heršak, "Migracijske i etničke teme" 18 (2002), 2–3: 197–224. Str. 218, 219
2. ↑  Heršak, op. cit., str. 219